# Reforma gregoriana

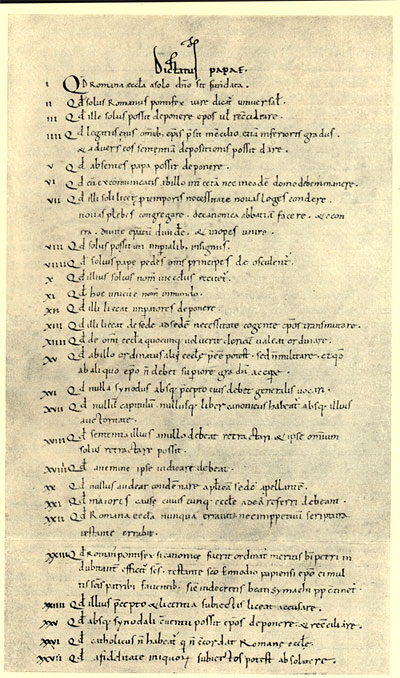
Dictatus Papae. Escrit complert que recull la reforma proposada per Gregori VII

La Reforma gregoriana es pot definir històricament com a la redacció i aplicació de les 27 normes conegudes com a Dictatus Papae, que Gregori VII va escriure el 1075 amb la intenció d'intentar unificar el potencial de culte en el si de l'Església. És una política portada sota l'impuls del papat a l'edat mitjana. Si els historiadors admeten que el papa Lleó IX va començar el redreçament de l'Església, és el papa Gregori VII qui ha deixat el seu nom a la reforma. A més, els esforços per treure l'Església catòlica d'una crisi generalitzada des del segle x prosseguiren també després del pontificat de Gregori VII.
Així l'expressió "reforma gregoriana" pot semblar impròpia, ja que concerní en total prop de tres segles. Aquesta reforma gregoriana, juntament amb el desenvolupament de l'ordre monàstic de Cluny i la ideologia i l'acció de les croades, esdevindran els tres fets claus en la confecció de la matriu del que coneixem com l'Europa de l'Edat Mitjana. La tasca culturitzadora de l'Església és present en aquests tres fets i, per tant, podem atribuir-li una responsabilitat unificadora del vell continent.
L'evolució de les reformes gregorianes sorgeix a través del creixement dels sectors de la vida. De fet, va
començar pels papes d'Alemanya designats per Enric III, la qual cosa volia
combatre contra els matrimonis dels sacerdots i, també, crear una renovació
moral. Si no es batallava contra aquests fets, es podia crear un enorme perill
per a l'Església i la seva fe. Amb el matrimoni dels sacerdots la puresa de l'Església era agredida, de tal manera que això s'havia d'evitar.
Aquest fou un dels fets claus que ajuden a entendre el pes de l'Església i els fets que tingueren lloc durant l'Edat Mitjana en la unificació d'Europa. Podríem dir, tal com Ernst Robert Curtius a l'assaig Europäische Literatur und lateinisches Mittelalter ('Literatura europea i edat mitjana llatina') (1948), on a partir del reconeixement de la unitat espiritual d'Europa fonamentada a l'Edat Mitjana (la Reforma Gregoriana n'és una important causa), ha estat llegada fins als nostres dies a través de la literatura. És just, doncs, reconèixer, segons ell, que en temps on es posa en dubte aquesta unitat (preservar-la després de la Segona Guerra Mundial), el paper de la literatura com a element aglutinador d'una cultura comuna en els seus orígens.

## Situació històrica. La crisi de l'Església (segles X - XI)
L'església en aquesta època ha de fer front a dos problemes interns principals que es converteixen en l'objectiu de la majoria de mesures reformadores. Aquests són el nicolaisme (negativa a complir el celibat eclesiàstic, és a dir, la prohibició a tenir esposa o parella) i la simonia (mercadeig dels béns eclesiàstics: tant els béns materials com ara càrrecs, relíquies, objectes sagrats..., com els béns espirituals: butlles o indulgències).
La Reforma gregoriana i, resumint, el Dictatus Papae, se sintetitza en aquests tres punts:
- Afirmació de la independència del clergat: els laics ja no poden intervenir en els nomenaments. Però hi ha conflictes, sobretot entre el papa i els emperadors germànics, que es consideren també representants de Déu sobre la terra (Renya Investidures).
- Reforma del clergat, per tal que el clergat susciti respecte. El clergat és més ben instruït i l'Església imposa el celibat dels sacerdots, així com el matrimoni cristià per als laics.
- Afirmació del paper del papa: a partir del segle xi, el papa estableix una estructura centralitzada al voltant del papat. El 1059, el papa Nicolau II crea el col·legi de cardenals, que escull el nou Papa. A més, es desenvolupa la cúria pontifical, que controla el que es fa a l'Església. Finalment, el papa multiplica les intervencions pontificals. Una de les més conegudes es materialitza pel Decret de 1059, que reforma l'elecció pontifical i prohibeix el nicolaisme i la simonia.

Amb el declivi del poder carolingi i les invasions escandinaves a Occident, l'Església sofreix diversos graus de mal i de desordres:
- La feudalització del clergat: nombrosos bisbes i abats s'han fet senyors; això implica una inserció dels prelats en el sistema feudovassallístic. Principats eclesiàstics es formen a l'est de la França actual. L'arquebisbe de Reims, per exemple, esdevé molt poderós i posseeix prerrogatives comtals (estatuts propis, poder d'encunyar moneda o de posar i treure impostos).

Les parròquies rurals cauen en mans dels senyors o de cavallers que nomenen com a titulars gent poc instruïda, de vegades fins i tot servents seus.
A l'Oest del regne de França, els prínceps controlen el seu clergat: per exemple, el duc de Normandia dona la investidura als bisbes del seu principat. Els bisbes s'han fet, doncs, vassalls del duc i deuen per tant els mateixos serveis que els vassalls laics: el servei armat. Certs clergues participen doncs en els combats. Es veuen bisbes normands participar en la batalla de Hastings el 1066: el bisbe Odon de Bayeux, germanastre del duc de Normandia, i Geoffroy de Montbray, bisbe de Coutances. Els clergues s'allunyen així de les seves funcions pastorals i religioses.
Lluita contra la simonia i contra les investidures laiques (fets que modifiquen l'església):
- El nicolaisme (cohabitació dels clergues): arriba a alguns bisbats: el principi del celibat i de la castedat s'imposa a diversos indrets. A Normandia i Bretanya, l'arquebisbe Robert d'Évreux, de la dinastia ducal, ha tingut un fill, el comte d'Évreux.
- La simonia (venda de càrrecs de l'Església): amb algunes excepcions (ducat de Normandia per exemple), la simonia castiga arreu. Els sacerdots venen els sagraments, es dediquen al tràfic de les relíquies i en treuen uns ingressos substancials. Un dels més cèlebres és Manassé de Reims. La simonia a més, era un dels objectius pels quals es volia lluitar, ja que refusava la deïtat de l'Esperit Sant.
- Aparició d'heretgies: són limitades i no porten nom precís. El rei de França Robert II el Piadós condemna a la foguera 10 canonges heretges a Orleans.

Per fer front a aquests problemes, certs monestirs intenten posar ordre amb la reforma de l'orde de Cluny des dels anys 1020. Després, el papat decideix intervenir, a partir de Lleó IX. A més, la voluntat que imposa l'orde de Cluny serà un prototipus de referència per tal de lluitar a favor de la llibertat que hi ha dins l'Església.

## Reforma

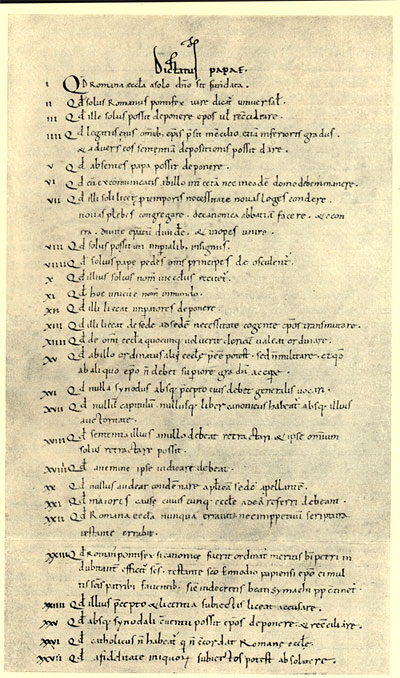
Dictatus Papae (1074) de Sant Gregori VII (Arxiu Secret Vaticà).

Els objectius de la Reforma eren molt amples. Sobretot aspirava a la instauració en la societat d'una vida conforme a l'Evangeli. Per això no era prou la restauració de les estructures eclesiàstiques o l'elevació moral del clergat, sinó que exigia una profunda renovació espiritual de tota l'Església, des del seu Cap (el Papa) fins a l'últim dels seus membres.
El primer dels papes reformistes fou Nicolau II, que es reuní el 1059 al palau de Letrà i emeté la Butlla In nomine Domini, en què s'establí l'elecció pontifícia pel col·legi de cardenals, sense intervenció política externa (regularment l'emperador del Sacre Imperi Romanogermànic solia proposar i fer escollir el seu candidat a papa). És el 1075, però, que el papa Gregori VII dona cos als ideals del moviment reformista a la butlla Dictatus Papae, en la qual afirma la superioritat espiritual del Papa sobre tota la cristiandat i posa en marxa totes les mesures necessàries per acabar amb els mals de l'Església.
La Reforma Gregoriana no serà acceptada per l'emperador germànic ni per molts altres monarques, i per això sorgirà la querella de les investidures entre el poder laic i eclesiàstic (Enric IV i Gregori VII). D'altra banda, el rei Kálmán I d'Hongria (1095-1116) fou un dels primers monarques a acceptar i implementar les reformes gregorianes als seus dominis, entre ells renunciant al seu dret sobre la investidura, disposicions establertes al Concili d'Estrigònia I (1104-1105).

### Moralització i retorn als orígens del Cristianisme
Així doncs, es tractà, amb un ample conjunt de reformes, de fer tornar l'Església als temps primitius de Crist, dels Apòstols i dels seus successors immediats, per una banda, i per una altra, propensa a l'afirmació del poder papal davant del poder feudal (que havia gairebé privatitzat l'Església al segle X); per la connotació de «retorn als orígens» i enfrontament del poder temporal, la reforma gregoriana és vista avui com la primera gran revolució europea. La reforma fou continuada i consolidada pels eclesiàstics de l'Abadia de Cluny.
Abolir les pràctiques de simonia i nicolaisme, així com d'intervenció del poder temporal en afers eclesiàstics, implicava reformar l'Església i conferir al Papa el summe poder a Europa; gràcies al Dictatus Papae, s'aconseguiria l'exercici de l'auctoritas i la potestas pontifícies com a Cap Suprem i absolut de l'Església i, per tant, de la Cristiandat.

### Relacions entre el poder temporal i espiritual: les «Dues Espases»
La reforma gregoriana és considerada un marc en l'inici de la teocràcia pontifícia, considerant-se que el Papa tenia la suprema autoritat sobre tots els cristians i que ningú, tret de Déu, podia jutjar-lo; s'afirmava també que l'Església no cometia errors en formulacions dogmàtiques i morals, gairebé un preludi de la infal·libilitat pontifical declarada pel Concili Vaticà I.
Partint jurídicament del document conegut com la donació de Constantí (probablement forjat a mitjans del segle viii, en temps de la coronació de Pipí el Breu), el Papa afirmà el seu dret a exercir les seves prerrogatives espirituals, però que eren superiors a qualsevol auctoritas temporal, a tota la Cristiandat, ço és, a tot Europa, per la qual cosa passava també a tenir autoritat sobre l'emperador, confirmant-lo o podent deposar-lo si no es comportava com a bon príncep cristià. De totes maneres, les sospites de falsificació d'aquest document ja eren conegudes per Gregori VII i ell intentà no emprar aquesta donació com a base de les reformes polítiques derivades de la reforma eclesial, per això en aquella època es desenvolupa la teoria de les «Dues Espases», segons la qual el Papa ostentaria autèntica i plena auctoritas espiritual i potestas sobre l'Església, i l'emperador, equivalent poder en el plànol temporal, essent, metafísicament i de iure, superior l'auctoritas espiritual a la temporal.

### Unificació litúrgica
Una de les grans fites dels papes reformistes fou la generalització a tota la Cristiandat del ritu romà amb la finalitat d'unificar la litúrgia romano-llatina a tot Europa. En aquesta època el cant gregorià —màxima expressió de la música cristiana medieval— arriba a la seva maduresa i les seves melodies són divulgades pertot arreu.

## La reforma monàstica

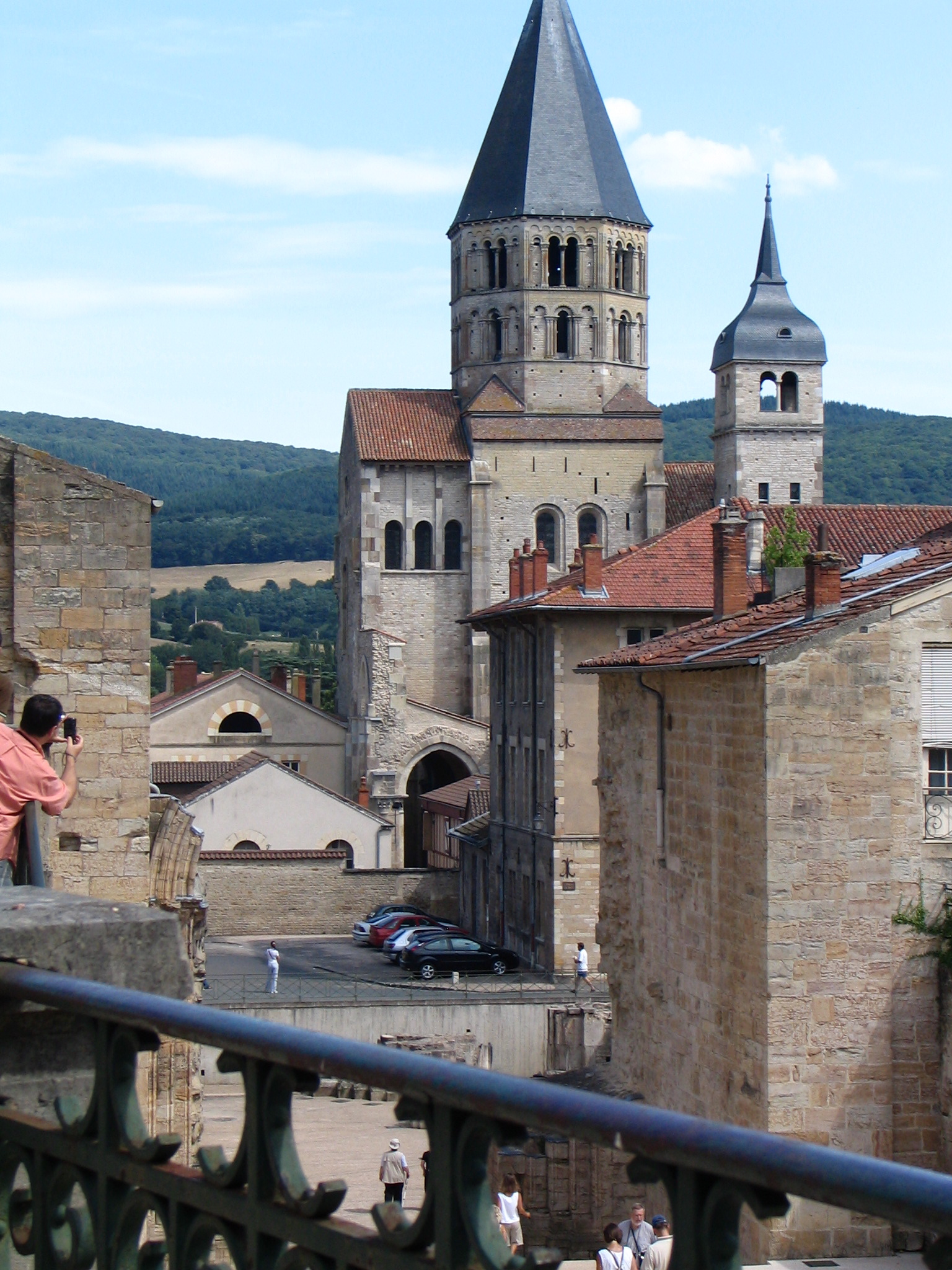
Abadia de Cluny, França.

El sistema feudal afectà greument els monestirs. Els grans senyors ambicionaven convertir-los en els seus senyoratges i se n'apropiaven, nomenant-se'n abats o protectors. La secularització monàstica fou tan extensa que, a començaments del segle x, resultava difícil trobar a Occident monjos que portessin encara una vertadera vida religiosa.
La reforma monàstica comença el setembre de l'any 909, quan el duc Guillem I d'Aquitània, anomenat el Pietós, concedí a l'abat Bernó de Borgonya els territoris de Cluny per fundar-hi un monestir benedictí, on l'abat fos lliurement escollit pels monjos i el convent fos immune a tota autoritat laica i del bisbe diocesà. Dependria així directament del Romà Pontífex. L'èxit de Cluny mogué altres monjos a sol·licitar la seva inclusió en la reforma, per ser sotmesos a l'autoritat de l'abadia de Cluny. Fou així com es constituí l'Orde de Cluny, que s'estengué per tot Occident i arribà a comptar a partir del canvi de mil·lenni amb prop de 1.200 monestirs.
Ja al segle xi, Sant Bru fundà un orde religiós, la Cartoixa el 1084, una síntesi entre la vida solitària i la monàstica. La reforma arriba al seu punt àlgid amb la gran creació del segle xii de l'Orde del Cister, fundada per Robert de Molesme el 1098 amb l'obertura de l'abadia de Cîteaux. Sant Bernat de Claravall, la figura clau del segle, fou qui li donà el seu gran impuls en fundar el monestir de Claravall el 1115. La santedat d'aquests fundadors i dels seus monjos portaria una profunda renovació espiritual de tota l'Església.

## L'obra del papaGregori VII(1073-1085)
- El 1059, només els cardenals poden designar el nou papa. Aquest decret d'abril exclou, doncs, l'emperador en la tria del pontífex. El nou papa és aclamat aleshores pel clergat i el poble de Roma. El mateix decret de Nicolau II prohibeix als sacerdots casar-se i ordena als casats repudiar la seva dona (nicolaisme) i prohibeix de revendre les propietats espirituals (simonia).
- Els decrets del 1074 persegueixen la política amb l'erradicació de la simonia i del nicolaisme en el clergat occidental. Gregori VII envia legats per controlar la seva aplicació i dipositar els clergues immorals.
- 1075: El Dictatus papae (Principis del papa) afirma la superioritat del papa sobre els emperadors, reis i prínceps laics. El papa disposa del poder d'excomunió.

Els reis i els prínceps, però, es van resistir a aquesta reforma. L'emperador Enric IV va treure Gregori VII el 1076, i la seva resposta del segon va ser l'excomunió del primer. Davant les revoltes, Enric IV va demanar finalment el perdó del papa en el moment de la penitència de Canossa (gener del 1077). Però la lluita no es va aturar, ja que el papa va renovar les seves excomunions, i l'emperador va fer escollir un antipapa, Climent III. Gregori VII morí el 1085, però la baralla de les investidures va prosseguir.

## Reforçament de l'auctoritaspontifícia
Si a l'Orient la Reforma va influir en la separació definitiva entre catòlics i ortodoxos, a l'Occident aquesta situació fou l'espurna de la cèlebre lluita de les investidures, que oposà el Papa a l'emperador del Sacre Imperi Romanogermànic per la lluita pel suprem poder polític d'Europa, així com pel dret de la investidura dels bisbes a llurs diòcesis.
Segons la teoria política de l'època, dues autoritats supremes —denominades les «dues espases»— dirigeixen la societat medieval en aquests segles: el Papa, com a titular del poder espiritual, i l'emperador, al front del poder temporal. El Papa coronava l'emperador germànic designat pels prínceps electors i ell, al seu torn, controlava el bon ordre de l'elecció pontifícia. Tanmateix, sorgí la discòrdia quan, a la pràctica, el poder temporal i l'espiritual pretengueren per a si la primacia efectiva en la Cristiandat de manera excloent.
Aquesta situació millora a favor del Papa atès que durant aquesta època apareixen les grans monarquies europees, totes elles amb relacions dificultoses amb l'emperador germànic: a França Hug I i el seu fill Robert el Pietós; a Anglaterra la monarquia normanda dels hereters de Guillem I el Conqueridor; a Espanya els regnats de Sanç III de Pamplona a Navarra, Ferran I i Alfons VI a Castella i la creació dels regnes d'Aragó amb Ramir I i de Portugal amb Alfons I; a Europa central, els regnes d'Hongria, amb els hereters d'Esteve I, i de Polònia. Gran part d'aquests reis, sigui per convenciment o per deslligar-se, bé de l'autoritat imperial (Hongria, Bohèmia, Polònia França), bé d'altres reis (Aragó, de Navarra; Portugal, de Castella), es declaren vassalls del Papa i són qui promouen les reformes en llurs respectius regnes.

### Els quatre concilis i l'autonomia del poder temporal
Després dels temps de la Reforma Gregoriana, la lluita entre el poder temporal (grup denominat dels gibel·lins) i el poder espiritual (amb el suport dels güelfs) s'estén durant prop de dos segles, que conclou eventualment amb la victòria del Papa en el plànol temporal, amb successives deposicions i excomunions: des de l'emperador Enric IV (que demanà perdó al Papa a Canossa, de tal forma que l'expressió «anar a Canossa» es convertí en proverbi) i del Concordat de Worms, Frederic II, passant fins i tot pel rei portuguès Sanç II; finalment, fins a l'assassinat de l'arquebisbe de Canterbury, Thomas Becket, a Anglaterra, són una conseqüència de les temptatives d'imposar la reforma. La lluita de les investidures deriva, així, en la lluita de l'Església per aconseguir la seva plena autonomia dels poders temporals. D'aquesta lluita resultaria la separació, al món occidental, entre el poder espiritual i el poder polític, delineant-se així clarament les atribucions de cadascun.
Els quatre concilis de Letrà (realitzats al llarg de tot el segle xii i començaments del XIII), així com el Concili de Lió I (1245) foren fites de tot aquest procés reorganitzatiu de l'Església Catòlica en l'Edat Mitjana.

## Balanç
- Europa: Assentar les bases (conjuntament amb l'acció de les croades i el desenvolupament de l'orde de Cluny) per a l'assoliment d'una cristiandat, culminada el segle xiii. Entenent per cristiandat una concepció totalitzant de la religió. Inclou tres àmbits: el polític, el social i el temporal. És a dir, tota la cultura d'aquell període (les catedrals, el dret, les croades o la noció d'imperi). Entenem per imperium el mateix concepte de poder sense que estigui vinculat a cap entitat política concreta. És el summe poder sobirà i, com a tal, únic.
- França: El procés de feudalització dels clergues es va aturar. Yves de Chartres distingia la investidura temporal (pel rei per als béns materials) i espiritual o pel bàcul (reconciliat pel poble, el clergat i conferida pel metropolità).
- Anglaterra: El rei exigeix jurament de fidelitat per part dels clergues.
- A l'Imperi: Després de llargues discussions entre el papa i l'emperador Enric V, el compromís del concordat de Worms va ser finalment acceptat el 1122. És la fi de la baralla de les investidures. Però el 1152 comença la lluita del Sacerdoci i de l'Imperi del qual en sorgeix el domini de la cristiandat occidental.